# Forte Leone
Il forte Leone (o forte Cima Campo) è stata una fortezza militare costruita a difesa del confine italiano contro l'Impero austro-ungarico. Il forte si trova nel territorio comunale di Arsiè (BL).

## Storia
L'opera faceva parte dello sbarramento Brenta-Cismon e venne costruita tra il 1906 e il 1911 sotto la direzione del capitano del genio Antonio Dal Fabbro. Aveva il compito di battere le mulattiere che salivano dalla Valsugana all'Altopiano dei Sette Comuni fornendo una copertura di tiro in tutta la zona circostante per un raggio di 12 km.
Al momento dei fatti di Caporetto il forte era utilizzato dalle truppe italiane unicamente come magazzino.
Attualmente è in fase di ristrutturazione.

## Caratteristiche

### Armamento
- 6 cannoni 149A in cupola
- 5 mitragliatrici in casamatta
- 6 mitragliatrici in torretta corazzata
- 1 osservatorio girevole

Come il forte Cima Lan e il Forte Lisser si trovò troppo distante dal fronte e quindi venne disarmato dei suoi cannoni che vennero sostituiti da tronchi d'abete verniciati di nero.

## Vie d'accesso
La strada più agevole per arrivare al forte è quella che parte dalla piazza di Arsiè, in direzione Col Perer. Il forte si trova ubicato in cima all'omonimo colle (Cima Campo).